# Wilhelm Mielck
Wilhelm Walter Otto Mielck (* 24. November 1878 in Hamburg; † 5. Oktober 1933 auf Helgoland) war ein deutscher Meeresbiologe.

## Leben
Wilhelm Mielck besuchte die Gelehrtenschule des Johanneums in Hamburg und die Große Stadtschule Wismar. Nach dem Abitur begann er an der Georg-August-Universität Göttingen Biologie zu studieren. 1903 wurde er im Corps Hercynia Göttingen recipiert. Als Inaktiver wechselte er an die Kaiser-Wilhelms-Universität Straßburg und die Christian-Albrechts-Universität zu Kiel. 1906/07 war er Assistent am Institut für Meeresforschung in Kiel bei Karl Brandt, wo er 1907 zum Dr. phil. promoviert wurde. Von 1907 bis 1910 war er als Assistent an der Königlichen Biologischen Anstalt Helgoland tätig. 1910 wurde er in Nachfolge Ernst Ehrenbaums zum Kustos für Seefischerei ernannt. Er leitete zahlreiche wissenschaftliche Forschungsfahrten, darunter 1913 die Fahrt des Forschungsschiffs Poseidon in die Barentssee. Am Ersten Weltkrieg nahm er als Hauptmann der Reserve und Adjutant des Kommandanten von Helgoland teil.
Wilhelm Mielck wurde 1918 zum Professor ernannt. 1921 wurde er zum Direktor der Preußischen Staatlichen Biologischen Anstalt auf Helgoland als Nachfolger von Friedrich Heincke berufen, mit dem er während der Deutschen Inflation 1914 bis 1923 die Schließung des Instituts auf Helgoland und dessen Verlegung auf das Festland verhinderte. Unter seiner Leitung wurde die Anstalt einer Neuorganisation unterworfen und 1925 ein moderner Neubau errichtet.
Mielck forschte und publizierte über Plankton, Laich, Fische und Fischerei und betrieb Forschung zum Schutz der Seevögel. Im Auftrag des Preußischen Ministeriums der geistlichen, Unterrichts- und Medizinalangelegenheiten war er Herausgeber der Zeitschrift Wissenschaftliche Meeresuntersuchungen, Abteilung Helgoland. Er war Mitglied der Deutschen Wissenschaftlichen Kommission für Meeresforschung beim Reichsministerium für Ernährung und Landwirtschaft. Der Wiedereintritt Deutschlands in die Internationale Wissenschaftliche Meereskommission (IWK) wird als Verdienst von Mielck angesehen. Er war 2. Delegierter Deutschlands beim Zentralausschuss für Internationale Meeresforschung, Mitglied der Deutschen Zoologischen Gesellschaft und des Hamburger Naturwissenschaftlichen Vereins.
Als Mitglied der Deutschen Volkspartei waren seine letzten Lebensmonate durch politische Auseinandersetzungen mit dem kommissarischen Bürgermeister von Helgoland Carl Meunier und dem Leiter der Wissenschafts-Unterabteilung des Preußischen Ministeriums für Wissenschaft, Kunst und Volksbildung Theodor Vahlen gekennzeichnet.

## Familiäres
Wilhelm Mielck entstammte einer Hamburger Apothekerfamilie, so war sein Vater der Hamburger Apotheker Josias Bartram Mielck (1847–1902) und sein Großvater der Hamburger Apotheker Johann Hildemar Friedrich Wilhelm Mielck (1805–1895). Letzterer verlegte 1842 seine Apotheke in die Dammtorstraße und benannte diese in Schwan-Apotheke um. Sein Onkel war der Apotheker und niederdeutsche Sprachforscher Wilhelm Hildemar Mielck. 1908 heiratete Wilhelm Mielck Helene Gidion (1883–1977). Das Paar hatte einen Sohn.

## Ehrungen
- Eisernes Kreuz II. Klasse
- Hamburgisches Hanseatenkreuz

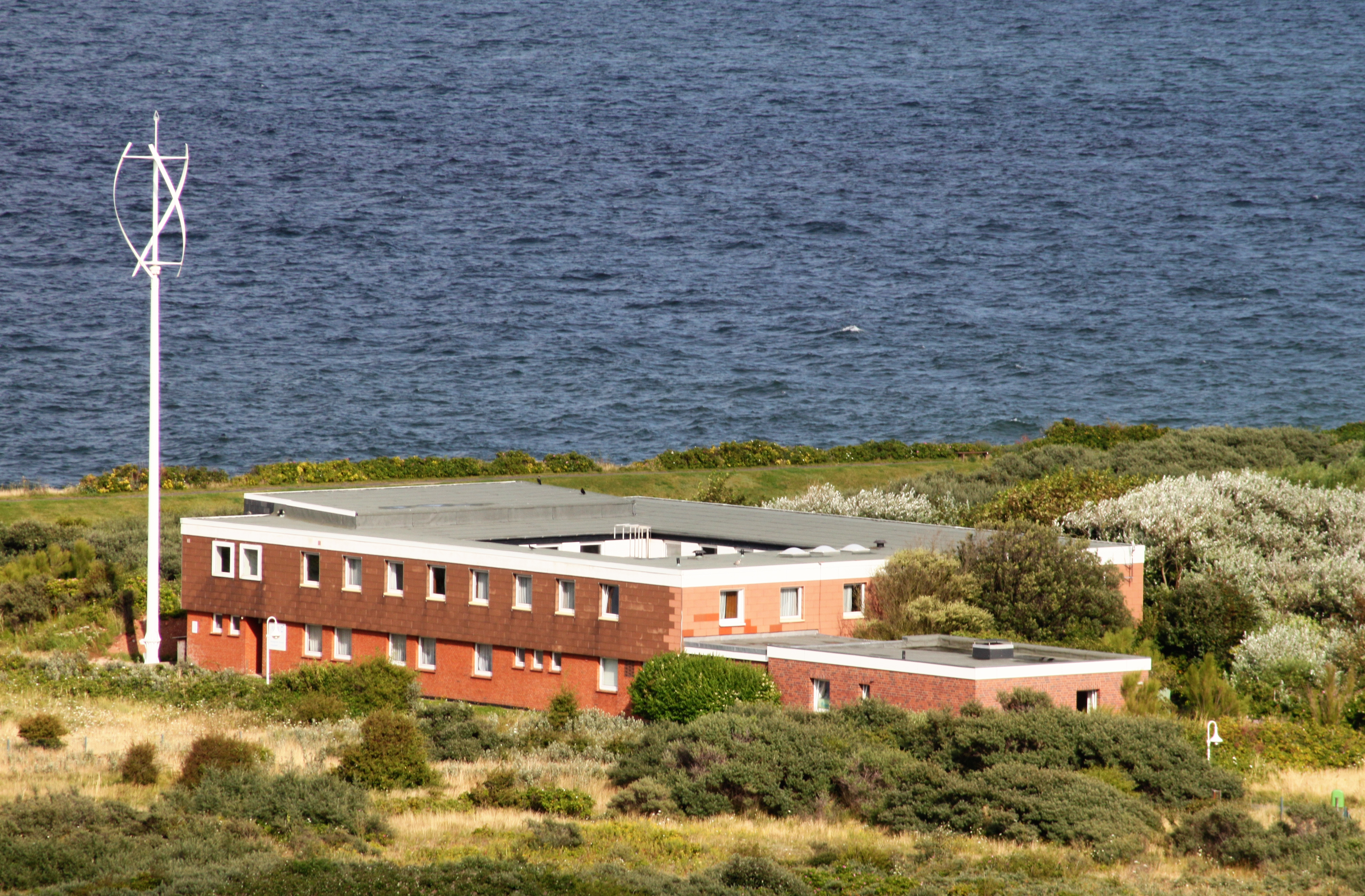
Wilhelm-Mielck-Haus, BAH/AWI-Gästehaus auf Helgoland

- Oldenburgisches Friedrich-August-Kreuz
- Verdienstkreuz für Kriegshilfe
- Landwehr-Dienstauszeichnung
- Namensgeber des Wilhelm-Mielck-Hauses auf Helgoland[2]

## Schriften
- Pacifische Acanthometren, 1907
- Pharmakognostisch-Chemische Untersuchung des javanischen Lackharzes "Gala-Gala", 1908
- Die Laichverhältnisse von Scholle und Flunder, 1909
- Quantitative Untersuchungen an dem Plankton der deutschen Nordsee-Terminfahrten im Februar und Mai 1906, 1911
- Eine Untersuchungsfahrt des deutschen Forschungsdampfers "Poseidon" nach der Barentssee (Weißes Meer) im Juni und Juli 1913, 1914
- Untersuchungen an Nordsee-Protisten
- Fischbrut- und Plankton-Untersuchungen auf dem Reiseforschungsdampfer "Poseidon" in der Ostsee, Mai-Juni 1931